# Superman (Semic)
A Superman egy kezdetben havonta 34, majd kéthavonta 50 oldalon megjelenő képregénysorozat volt, ami az Semic Interprint kiadásában jelent meg Magyarországon 1990 és 1992 között.

## Története
A magyar kiadás a 6 részes, John Byrne által fémjelzett, The Man of Steel című minisorozattal indított.
E történet 1986-ban látott napvilágot Amerikában, közel 50 évvel az első Superman kalandjait tartalmazó képregény megjelenését követően.
A széria az Acélember mítoszának újraértelmezése. A DC kiadó 1985-ben arra szánta rá magát, hogy rendet próbál tenni a közel 5 évtized alatt, képregényeiben felmerült ellentmondásokra, s egy hosszabb folyamat eredményeként modernizálja karaktereinek nagy részét, amelynek köszönhetően új olvasók is megismerkedhetnek a kiadó képregény-sorozataival. A Crisis on Infinite Earths („Krízis a végtelen számú Földeken”) 12 részes minisorozat megszüntette ezt a hosszú idő alatt keletkezett „zűrzavart”, majd ezt követően Byrne-t felkérték a Superman-füzetek alkotására. A brit földön született művész új alapokra helyezte a kriptoni hőst. Byrne kevesebb képességgel látta el Clark Kent karakterét (habár még így is ő volt az egyik legerősebb lény a Földön), visszahozta a Kent-nevelőszülőket az élők világába, akik támogatják, istápolják, s tanácsokkal látják el fogadott fiukat. Byrne nem kívánta hasznosítani munkája során a régebbi füzetekben szereplő Magány Erődjét, Krypto-t, valamint a Superboy-koncepciót, miszerint Superman már fiatalkorában is hősként tevékenykedett. A Man of Steelben Clark Kent egészen a felnőtté válásáig nem húzza magára Superman jól ismert jelmezét, s nem válik szuperhőssé. Clark ebben az újraértelmezésben agresszívabb, extrovertáltabb személyiség-jegyekkel rendelkezik, sőt sikeres főiskolai sportoló-múlttal van megáldva. Az új Superman sokkal jobban kötődik a Földhöz, mint a szülőbolygójához. A Byrne-féle Man of Steel a piros-kék ruhás szuperhős eredetébe, s korai életébe enged tehát betekintést nekünk. A minisorozatot követően a brit alkotó átvette az újonnan induló Superman-képregénysorozat (Superman volume 2 [=Superman 2. sorozat]) valamint az Action Comics írását és rajzolását.
E történetek egy része hazánkban is kiadásra került a Superman valamint a Superman és Batman képújságokban. A Superman-sorozat jórészt John Byrne munkáit közli, egy-két kivételtől eltekintve.
Byrne körülbelül 2 évet dolgozott az amerikai Superman-címeken. Ezt követően távozott, mert elmondása szerint nem érezte a DC kiadó kellő támogatását, valamint elégedetlenséggel töltötte el az, hogy a DC merchandising célokra nem az ő Superman-karakterét használta fel.

## Számok
A megjelent számok kezdetben 34 oldalasak voltak, így általában másfél amerikai számot foglaltak magukban, a 16. számtól kezdődően 50 oldalasak lettet a füzetek, így 2 teljes amerikai történet jelenhetett meg a Semic kiadó ezen lapjában.

### Superman #1
- Megjelent: 1990
- Borító eredetije: The Man of Steel #1 (1986. október)
- Borítót rajzolta: John Byrne és Dick Giordano
- Eredeti ár: 45 Ft
- Főbb szereplők:
- Megjegyzés:

| eredeti kiadvány    | eredeti megjelenés | írta       | rajzolta   | fordította    | történet eredeti címe                | történet magyar címe                 |
| ------------------- | ------------------ | ---------- | ---------- | ------------- | ------------------------------------ | ------------------------------------ |
| The Man of Steel #1 | 1986. október      | John Byrne | John Byrne | Kóczián János | Prologue: From Out the Green Dawn... | Prológus: Menekülés a zöld halálból… |
| The Man of Steel #1 | 1986. október      | John Byrne | John Byrne | Kóczián János | Chapter One: The Secret              | Első fejezet: A titok                |
| The Man of Steel #1 | 1986. október      | John Byrne | John Byrne | Kóczián János | Chapter Two: The Exposure            | Második fejezet: A leleplezés        |
| The Man of Steel #1 | 1986. október      | John Byrne | John Byrne | Kóczián János | Epilogue: The Super-Hero             | Epilógus: A szuperhős                |

### Superman #2
- Megjelent: 1990
- Borító eredetije:
- Borítót rajzolta:
- Eredeti ár: 45 Ft
- Főbb szereplők:
- Megjegyzés:

| eredeti kiadvány    | eredeti megjelenés | írta       | rajzolta   | fordította    | történet eredeti címe       | történet magyar címe       |
| ------------------- | ------------------ | ---------- | ---------- | ------------- | --------------------------- | -------------------------- |
| The Man of Steel #2 | 1986. október      | John Byrne | John Byrne | Kóczián János | The Story of the Century    | Az évszázad története      |
| The Man of Steel #3 | 1986. november     | John Byrne | John Byrne | Kóczián János | One Night in Gotham City... | Egy éjszaka Gotham Cityben |

### Superman #3
- Megjelent: 1990
- Borító eredetije: The Man of Steel #4 (1986. november)
- Borítót rajzolta: John Byrne és Dick Giordano
- Eredeti ár: 45 Ft
- Főbb szereplők:
- Megjegyzés: Az amerikai kiadvány borítóján Lex Luthor is szerepelt, alakját a magyar elülső fedlapról lehagyták.

| eredeti kiadvány    | eredeti megjelenés | írta       | rajzolta   | fordította    | történet eredeti címe       | történet magyar címe       |
| ------------------- | ------------------ | ---------- | ---------- | ------------- | --------------------------- | -------------------------- |
| The Man of Steel #3 | 1986. november     | John Byrne | John Byrne | Kóczián János | One Night in Gotham City... | Egy éjszaka Gotham Cityben |
| The Man of Steel #4 | 1986. november     | John Byrne | John Byrne | Kóczián János | Enemy Mine                  | Az én ellenségem…          |

### Superman #4
- Megjelent: 1991. január
- Borító eredetije:
- Borítót rajzolta:
- Eredeti ár: 49 Ft
- Főbb szereplők:
- Megjegyzés:

| eredeti kiadvány    | eredeti megjelenés | írta       | rajzolta                   | fordította    | történet eredeti címe | történet magyar címe |
| ------------------- | ------------------ | ---------- | -------------------------- | ------------- | --------------------- | -------------------- |
| The Man of Steel #5 | 1986. december     | John Byrne | John Byrne és Dick Girdano | Kóczián János | The Mirror, Crack'd   | A tükör megrepedt... |
| The Man of Steel #6 | 1986. december     | John Byrne | John Byrne és Dick Girdano | Kóczián János | The Haunting          | A szellemjárás       |

### Superman #5
- Megjelent: 1991. február
- Borító eredetije:
- Borítót rajzolta:
- Eredeti ár: 49 Ft
- Dokumentáció:
- Főbb szereplők:
- Megjegyzés:

| eredeti kiadvány    | eredeti megjelenés | írta       | rajzolta                   | fordította    | történet eredeti címe | történet magyar címe |
| ------------------- | ------------------ | ---------- | -------------------------- | ------------- | --------------------- | -------------------- |
| The Man of Steel #6 | 1986. december     | John Byrne | John Byrne és Dick Girdano | Kóczián János | The Haunting          | A szellemjárás       |
| Superman Vol. 2 #1  | 1987. január       | John Byrne | John Byrne                 | Kóczián János | Heart of Stone        | Kőszív               |

### Superman #6
- Megjelent: 1991. március
- Borító eredetije: Superman Vol. 2 #2 (1987. február)
- Borítót rajzolta: John Byrne
- Eredeti ár: 49 Ft
- Dokumentáció:
- Főbb szereplők:
- Megjegyzés:

| eredeti kiadvány   | eredeti megjelenés | írta       | rajzolta   | fordította    | történet eredeti címe | történet magyar címe                          |
| ------------------ | ------------------ | ---------- | ---------- | ------------- | --------------------- | --------------------------------------------- |
| Superman Vol. 2 #2 | 1987. február      | John Byrne | John Byrne | Kóczián János | The Secret Revealed!  | A titok kiderül                               |
| Superman Vol. 2 #4 | 1987. április      | John Byrne | John Byrne | Kóczián János | Bloodsport!           | Véres kéz (Superman és a haverja Jimmy Olsen) |

### Superman #7
- Megjelent: 1991. április
- Borító eredetije: Superman Vol. 2 #4 (1987. április)
- Borítót rajzolta: John Byrne
- Eredeti ár: 55 Ft
- Dokumentáció:
- Főbb szereplők:
- Megjegyzés:

| eredeti kiadvány                       | eredeti megjelenés | írta         | rajzolta     | fordította    | történet eredeti címe | történet magyar címe                          |
| -------------------------------------- | ------------------ | ------------ | ------------ | ------------- | --------------------- | --------------------------------------------- |
| Superman Vol. 2 #4                     | 1987. április      | John Byrne   | John Byrne   | Kóczián János | Bloodsport!           | Véres kéz (Superman és a haverja Jimmy Olsen) |
| The Adventures of Superman Vol. 1 #424 | 1987. január       | Marv Wolfman | Jerry Ordway | Kóczián János | Man O'War             | Hadigépezet                                   |

### Superman #8
- Megjelent: 1991. május
- Borító eredetije: The Adventures of Superman Vol. 1 #425 (1987. február)
- Borítót rajzolta: Jerry Ordway
- Eredeti ár: 55 Ft
- Dokumentáció:
- Főbb szereplők:
- Megjegyzés:

| eredeti kiadvány                       | eredeti megjelenés | írta         | rajzolta     | fordította    | történet eredeti címe | történet magyar címe |
| -------------------------------------- | ------------------ | ------------ | ------------ | ------------- | --------------------- | -------------------- |
| Action Comics #584                     | 1987. január       | John Byrne   | John Byrne   | Kóczián János | Squatter!             | A bitorló            |
| The Adventures of Superman Vol. 1 #425 | 1987. február      | Marv Wolfman | Jerry Ordway | Kóczián János | Going the Gauntlet    | Vesszőfutás          |

### Superman #9
- Megjelent: 1991. június
- Borító eredetije: Superman Vol. 2 #3 (1987. március)
- Borítót rajzolta: John Byrne
- Eredeti ár: 55 Ft
- Dokumentáció:
- Főbb szereplők:
- Megjegyzés:

| eredeti kiadvány                       | eredeti megjelenés | írta         | rajzolta     | fordította    | történet eredeti címe         | történet magyar címe             |
| -------------------------------------- | ------------------ | ------------ | ------------ | ------------- | ----------------------------- | -------------------------------- |
| The Adventures of Superman Vol. 1 #425 | 1987. február      | Marv Wolfman | Jerry Ordway | Kóczián János | Going the Gauntlet            | A vesszőfutás                    |
| Action Comics #585                     | 1987. február      | John Byrne   | John Byrne   | Kóczián János | And Graves Give Up Their Dead | És a sírok átadják halottaikat.. |

### Superman #10
- Megjelent: 1991. július
- Borító eredetije: The Adventures of Superman Vol. 1 #426 (1987. március)
- Borítót rajzolta: Jerry Ordway
- Eredeti ár: 55 Ft
- Dokumentáció:
- Főbb szereplők:
- Megjegyzés: A Superman Vol. 2 #3 számából az első két oldal kimaradt.

| eredeti kiadvány                       | eredeti megjelenés | írta                                   | rajzolta                   | fordította    | történet eredeti címe     | történet magyar címe |
| -------------------------------------- | ------------------ | -------------------------------------- | -------------------------- | ------------- | ------------------------- | -------------------- |
| Superman Vol. 2 #3                     | 1987. március      | John Byrne                             | John Byrne és Terry Austin | Kóczián János | Legends from the Darkside | Túlvilági történetek |
| The Adventures of Superman Vol. 1 #426 | 1987. március      | Marv Wolfman, John Byrne, Jerry Ordway | Jerry Ordway és John Byrne | Kóczián János | From the Dregs            | Ki a tűzgödörből…    |

### Superman #11
- Megjelent: 1991. augusztus
- Borító eredetije: Action Comics #583 (1986. szeptember)
- Borítót rajzolta: Curt Swan, Murphy Anderson
- Eredeti ár: 55 Ft
- Dokumentáció:
- Főbb szereplők:
- Megjegyzés:

| eredeti kiadvány                       | eredeti megjelenés | írta                                   | rajzolta                               | fordította    | történet eredeti címe | történet magyar címe                    |
| -------------------------------------- | ------------------ | -------------------------------------- | -------------------------------------- | ------------- | --------------------- | --------------------------------------- |
| The Adventures of Superman Vol. 1 #426 | 1987. március      | Marv Wolfman, John Byrne, Jerry Ordway | Jerry Ordway és John Byrne             | Kóczián János | From the Dregs        | Ki a tűzgödörből...                     |
| Action Comics #586                     | 1987. március      | John Byrne                             | John Byrne, Dick Giordano és Tom Ziuko | Kóczián János | The Champion!         | Superman, a bajnok az Új Istenek ellen! |

### Superman #12
- Megjelent: 1991. szeptember
- Borító eredetije:
- Borítót rajzolta:
- Eredeti ár: 55 Ft
- Dokumentáció:
- Főbb szereplők:
- Megjegyzés:

| eredeti kiadvány                       | eredeti megjelenés | írta         | rajzolta     | fordította    | történet eredeti címe | történet magyar címe |
| -------------------------------------- | ------------------ | ------------ | ------------ | ------------- | --------------------- | -------------------- |
| The Adventures of Superman Vol. 1 #427 | 1987. április      | Marv Wolfman | Jerry Ordway | Kóczián János | Mind Games            | Elmejátékok          |
| The Adventures of Superman Vol. 1 #428 | 1987. május        | Marv Wolfman | Jerry Ordway | Kóczián János | Personal Best         | Egyéni csúcs         |

### Superman #13
- Megjelent: 1991. október
- Borító eredetije: Superman Vol. 2 #5 (1987. május)
- Borítót rajzolta: John Byrne
- Eredeti ár: 55 Ft
- Dokumentáció:
- Főbb szereplők:
- Megjegyzés:

| eredeti kiadvány                       | eredeti megjelenés | írta         | rajzolta     | fordította    | történet eredeti címe | történet magyar címe |
| -------------------------------------- | ------------------ | ------------ | ------------ | ------------- | --------------------- | -------------------- |
| The Adventures of Superman Vol. 1 #428 | 1987. május        | Marv Wolfman | Jerry Ordway | Kóczián János | Personal Best         | Egyéni csúcs         |
| Superman Vol. 2 #5                     | 1987. május        | John Byrne   | John Byrne   | Kóczián János | The Mummy Strikes!    | A Múmia bosszúja!    |

### Superman #14
- Megjelent: 1991. november
- Borító eredetije:
- Borítót rajzolta:
- Eredeti ár: 55 Ft
- Dokumentáció:
- Főbb szereplők:
- Megjegyzés: E számban 1 oldalnyi terjedelemben „Superman-lexikon” található.

| eredeti kiadvány               | eredeti megjelenés | írta       | rajzolta   | fordította     | történet eredeti címe | történet magyar címe                          |
| ------------------------------ | ------------------ | ---------- | ---------- | -------------- | --------------------- | --------------------------------------------- |
| Superman Vol. 2 #6             | 1987. június       | John Byrne | John Byrne | Eredics László | The Last Five Hundred | A Múmia bosszúja! II. rész: Az utolsó ötszáz! |
| Action Comics Annual Vol. 1 #1 | 1987. november     | John Byrne | Art Adams  | Eredics László | Skeeter!              | Skéter!                                       |

### Superman #15
- Megjelent: 1991. december
- Borító eredetije: Action Comics Annual Vol. 1 #1 (1987. november)
- Borítót rajzolta: Art Adams és Dick Giordano
- Eredeti ár: 55 Ft
- Dokumentáció: E füzetben féloldalnyi dokumentáció található a vámpírokról. Két oldalon a Daily Planet munkatársaival ismertet meg minket a szerkesztő, így különösen Perry White főszerkesztővel, Jimmy Olsen fotóriporterrel és Lois Lane újságíróval.
- Főbb szereplők:
- Megjegyzés: A következő, 1992-es esztendőtől kezdődően 52 oldalon jelentek meg Superman kalandjai, igaz a füzetek immáron csak kéthavonta jelentek meg (erről tájékoztat a szerkesztő egy féloldalas „Superman-hírek” közleményben). További fél oldalon „Kandí-hírek” rovat található e számban.

| eredeti kiadvány               | eredeti megjelenés | írta       | rajzolta  | fordította    | történet eredeti címe | történet magyar címe                      |
| ------------------------------ | ------------------ | ---------- | --------- | ------------- | --------------------- | ----------------------------------------- |
| Action Comics Annual Vol. 1 #1 | 1987. november     | John Byrne | Art Adams | Kóczián János | Skeeter!              | Superman és Batman együtt a vámpír ellen! |

### Superman #16
- Megjelent: 1992. február
- Borító eredetije: Superman Vol. 2 #7 (1987. július)
- Borítót rajzolta: John Byrne
- Eredeti ár: 75 Ft
- Dokumentáció: 1 oldalas Joker dokumentáció szerepel e képújságban.
- Főbb szereplők:
- Megjegyzés: Rövid felhívás található e számban, hogy Kandi-hősök szerepelnek a tv-ben. További fél oldalon „Kandí-hírek” rovat található e füzetben.

| eredeti kiadvány   | eredeti megjelenés | írta       | rajzolta   | fordította     | történet eredeti címe          | történet magyar címe                 |
| ------------------ | ------------------ | ---------- | ---------- | -------------- | ------------------------------ | ------------------------------------ |
| Superman Vol. 2 #7 | 1987. július       | John Byrne | John Byrne | Kóczián János  | Rampage!                       | Tombolás!                            |
| Superman Vol. 2 #9 | 1987. szeptember   | John Byrne | John Byrne | Eredics László | To Laugh and Die in Metropolis | Meghalni a nevetéstől Metropolisban! |

### Superman #17
- Megjelent: 1992. április
- Borító eredetije: Superman Vol. 2 #8 (1987. augusztus)
- Borítót rajzolta: John Byrne
- Eredeti ár: 75 Ft
- Dokumentáció: Két oldalnyi terjedelemben Jack Kirby-dokumentáció szerepel ezen újságban, további 2 oldalon pedig a Szuperlégióról olvashatunk illetve láthatunk képeket.
- Főbb szereplők:
- Megjegyzés: Fél oldalon olvasói levelekre ad választ a szerkesztő. További fél oldalon „Kandí-hírek” lelhető e füzetben.

| eredeti kiadvány   | eredeti megjelenés | írta       | rajzolta   | fordította     | történet eredeti címe | történet magyar címe |
| ------------------ | ------------------ | ---------- | ---------- | -------------- | --------------------- | -------------------- |
| Action Comics #587 | 1987. április      | John Byrne | John Byrne | Kóczián János  | Cityscape!            | Városkép             |
| Superman Vol. 2 #8 | 1987. augusztus    | John Byrne | John Byrne | Eredics László | Future Shock          | Vissza a jövőbe      |

### Superman #18
- Megjelent: 1992. június
- Borító eredetije: Action Comics #591 (1987. augusztus)
- Borítót rajzolta: John Byrne
- Eredeti ár: 75 Ft
- Dokumentáció: 1 oldalas dokumentáció szerepel e számban az Időrablóról.
- Főbb szereplők:
- Megjegyzés: Ez volt a sorozat utolsó száma. További fél oldalon „Kandí-hírek” lelhető e képregényben.

| eredeti kiadvány                  | eredeti megjelenés | írta        | rajzolta                      | fordította    | történet eredeti címe         | történet magyar címe                       |
| --------------------------------- | ------------------ | ----------- | ----------------------------- | ------------- | ----------------------------- | ------------------------------------------ |
| Action Comics #591                | 1987. augusztus    | John Byrne  | John Byrne                    | Kóczián János | Past Imperfect                | Superman Superboy ellen: Befejezetlen múlt |
| Legion of Super-Heroes Vol. 3 #38 | 1987. szeptember   | Paul Levitz | Greg LaRocque és Mike DeCarlo | Kóczián János | The Greatest Hero Of Them All | Szuperlégió: Minden hősök legnagyobbika    |

## Az összevonás után
A Superman 18. és Batman 25. számát követően összevonásra került a Semic kiadó ezen két kiadványa. 1992. júliusától már egy új újság, a Superman és Batman várta a vevőket az újságárusoknál. Terjedelemben 50 oldalas volt, s fele részben tartalmazott Superman, fele részben pedig Batman-képregényt e kéthavonta megjelenő képújság.
A 2 lap gazdasági okokból került „egyesítésre”.

## Külső hivatkozások
- A SEMIC Interprint utódjának az ADOC-SEMIC honlapja
- A sorozat adatlapja a db.kepregeny.neten[halott link]